# 澳洲寄居蟹

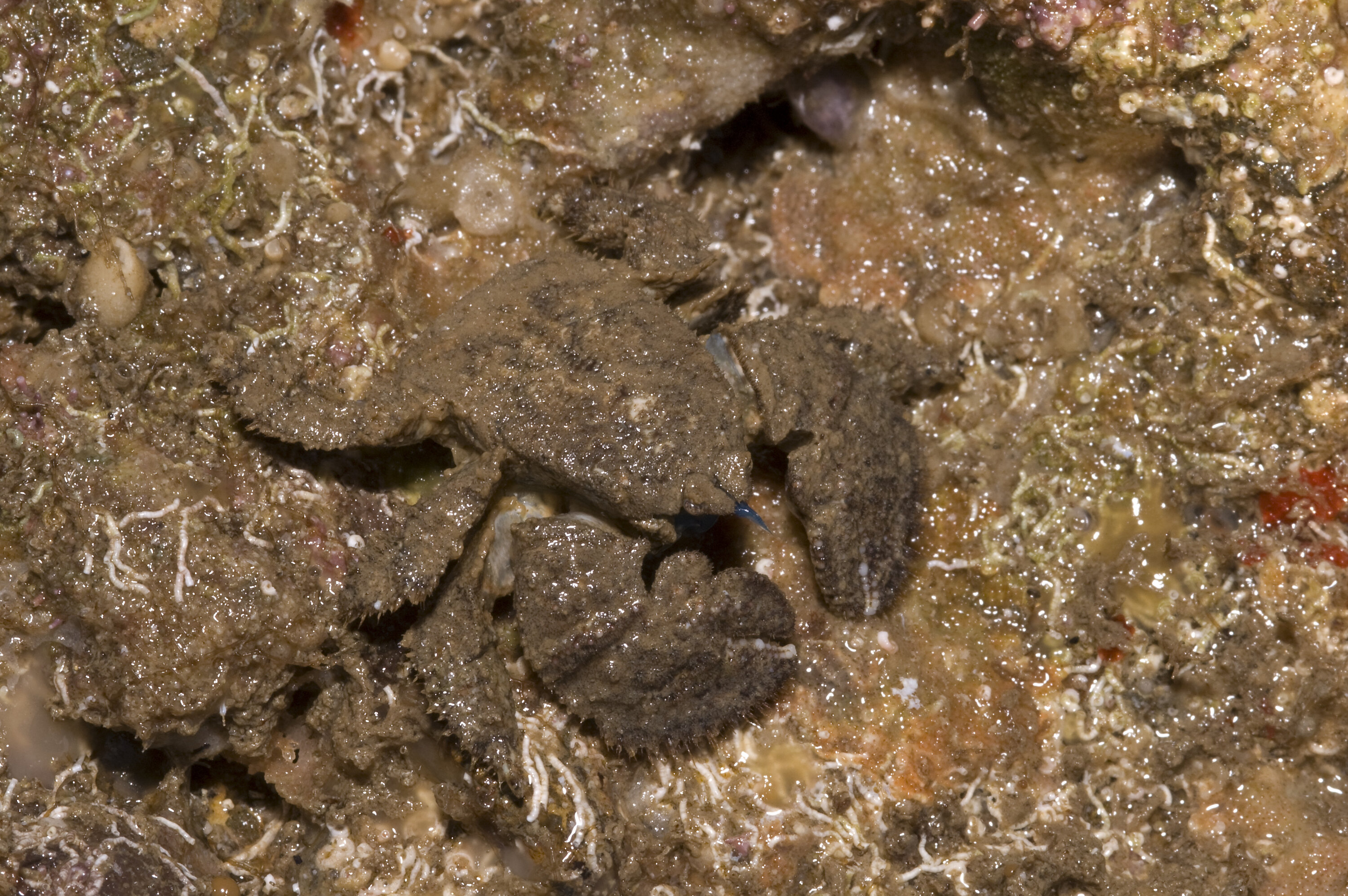
活體樣本

澳洲寄居蟹，又名多毛石蟹（直譯自其英語名稱），是異尾下目（Anomura）澳洲寄居蟹总科（Lomisoidea）之下唯一的一個科澳洲寄居蟹科（Lomisoidea）的唯一物種，生活於澳大利亚南部從西澳州的班伯利到塔斯馬尼亞與澳大利亞大陸之間的巴斯海峽的沿岸带。本物種寬1.5—2.5 cm（0.6—1.0英寸），行動速度緩慢，被褐色的毛髮偽裝覆蓋，在海底下的岩石上生活。
本物種跟異尾下目其他各科的物種間的關係有爭議。與本物種關係最接近的物種包括有寄居蟹，特別是石蟹科的帝皇蟹及辉虾科的輝蝦屬（Aegla）。但有一點很明顯的，就是本屬物種的蟹化（短尾化）的過程，在演化生物學的角度來看，跟其他異尾下目的物種有所不同。